# Phổ tần số vô tuyến

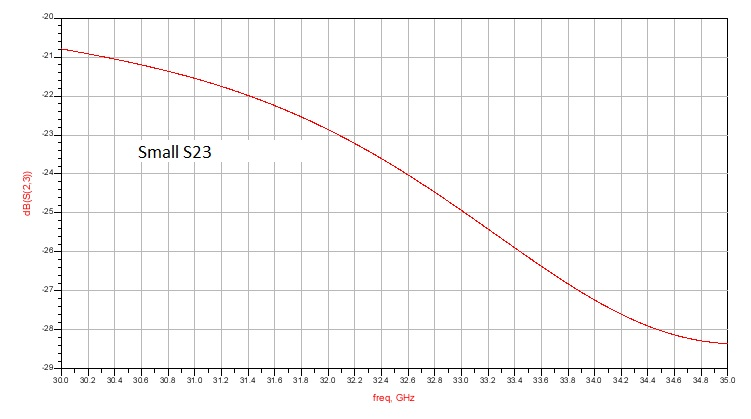
Kết quả mô phỏng của Bộ chia công suất Wilkinson. Sự cách ly cao giữa cổng 2 và 3.

Phổ tần số vô tuyến (còn gọi là phổ vô tuyến hay phổ tần vô tuyến) là phần phổ điện từ tương ứng với tần số vô tuyến – có nghĩa là các tần số thấp hơn thấp hơn khoảng 300 GHz (hoặc tương đương với bước sóng dài hơn khoảng 1 mm).
Các phần khác của phổ vô tuyến được sử dụng cho các công nghệ và ứng dụng truyền dẫn vô tuyến khác nhau. Phổ vô tuyến thường do chính phủ quản lý, đây là một tài nguyên cực kỳ quý giá, phổ tần vô tuyến có thể được cấp phép hoặc bán có thời hạn cho các nhà khai thác hệ thống truyền dẫn vô tuyến (ví dụ như các nhà khai thác hệ thống điện thoại di động hoặc các đài truyền hình). Các dải tần số được phân bổ thường liên quan tới mục đích sử dụng (ví dụ như phổ tần di động hoặc phổ tần truyền hình).

## Phân bổ theo tần số
Một băng tần là một dải nhỏ trong phổ tần thông tin vô tuyến, trong băng tần các kênh thông tin thường được sử dụng hoặc dành cho cùng mục đích.
Ở tần số trên 300 GHz, bầu khí quyển Trái đất hấp thụ mạnh bức xạ điện từ, bức xạ điện tử không thể xuyên qua được. Ở dải tần số nằm trong cửa sổ tần số quang và cận hồng ngoại, khí quyển hấp thụ yếu và bức xạ điện từ dễ dàng xuyên qua bầu khí quyển.
Để chống nhiễu và sử dụng hiệu quả phổ tần vô tuyến, các dịch vụ sẽ được phân bổ các dải tần khác nhau. Ví dụ, các thiết bị di động, quảng bá hay dẫn đường sẽ được ấn định hoạt động trong các dải tần không chồng lấn nhau.
Mỗi một băng tần có một sơ đồ băng tần cơ bản cho biết băng tần đó được sử dụng và chia sẻ như thế nào, để tránh nhiễu và thiết lập giao thức cho tính tương thích của máy phát và máy thu.
Các băng tần được chia thành các bước sóng 10n mét hay ở tần số 3×10n hertz. Dưới đây là bảng phân bổ băng tần.
| Tên gọi băng tần                 | Viết tắt   | Băng tần ITU | Tần số và bước sóng trong không khí | Ứng dụng |
| -------------------------------- | ---------- | ------------ | ----------------------------------- | --- |
|                                  |            |              | < 3 Hz > 100,000 km                 | Tạp âm điện từ tự nhiêu và do con người tạo ra |
| Tần số cực kỳ thấp               | ELF        | 1            | 3–30 Hz 100,000 km – 10,000 km      | Thông tin dưới nước |
| Tần số siêu thấp                 | SLF        | 2            | 30–300 Hz 10,000 km – 1000 km       | Thông tin dưới nước |
| Tần số cực thấp                  | ULF        | 3            | 300–3000 Hz 1000 km – 100 km        | Thông tin dưới nước, thông tin trong hầm mỏ |
| Tần số rất thấp                  | VLF        | 4            | 3–30 kHz 100 km – 10 km             | Dẫn đường, tín hiệu thời gian, thông tin dưới nước, thiết bị hiển thị nhịp tim không dây, địa vật lý |
| Tần số thấp                      | LF         | 5            | 30–300 kHz 10 km – 1 km             | Dẫn đường, tín hiệu thời gian, quảng bá (sóng dài) AM (Châu Âu và một phần châu Á), RFID, vô tuyến nghiệp dư |
| Tần số trung bình                | MF         | 6            | 300–3000 kHz 1 km – 100 m           | Quảng bá (sóng trung) AM, vô tuyến nghiệp dư, cảnh báo tuyết lở |
| Tần số cao                       | HF         | 7            | 3–30 MHz 100 m – 10 m               | Quảng bá sóng ngắn, vô tuyến nghiệp dư, thông tin ngoài đường chân trời, RFID, radar ngoài đường chân trời, thông tin vô tuyến thiết lập liên kết tự động (ALE) / (NVIS), điện thoại vô tuyến di động và hàng hải    |
| Tần số rất cao                   | VHF        | 8            | 30–300 MHz 10 m – 1 m               | Vô tuyến FM, thông tin quảng bá, thông tin giữa máy bay-máy bay và máy bay-mặt đất. Thông tin di động mặt đất và hàng hải, vô tuyến nghiệp dư và vô tuyến thời tiết                                                  |
| Tần số cực cao                   | UHF        | 9            | 300–3000 MHz 1 m – 100 mm           | Quảng bá truyền hình, lò vi sóng, thông tin/thiết bị vi ba, thiên văn vô tuyến, điện thoại di động, WLAN, Bluetooth, ZigBee, GPS và vô tuyến hai chiều như vô tuyến di động mặt đất, FRS và GMRS, vô tuyến nghiệp dư |
| Tần số siêu cao                  | SHF        | 10           | 3–30 GHz 100 mm – 10 mm             | thiên văn vô tuyến, thông tin/thiết bị vi ba, WLAN, radar, vệ tinh thông tin, truyền hình vệ tinh, DBS, vô tuyến nghiệp dư                                                                                           |
| Tần số cực kỳ cao                | EHF        | 11           | 30–300 GHz 10 mm – 1 mm             | thiên văn vô tuyến, thông tin vi ba cao tần, viễn thám, vô tuyến nghiệp dư, vũ khí định hướng chùm năng lượng trực tiếp, máy quét sóng milimet                                                                       |
| Terahertz hay Tần số cực cực cao | THz or THF | 12           | 300–3,000 GHz 1 mm – 100 μm         | Ứng dụng tiềm năng trong y học, thay thế cho tia-X, thông tin/tính toán terahertz, viễn thám, vô tuyến nghiệp dư… |

### ITU
Băng tần vô tuyến ITU được định rõ trong các Quy chế Vô tuyến của ITU. Mục 2, điều khoản số 2.1 nói rõ "phổ vô tuyến phải được chia thành chín dải tần số, được chỉ rõ bằng sự tăng dần của toàn bộ số phù hợp với bảng sau".
Bảng này xuất phát từ một khuyến nghị của cuộc họp CCIR lần thứ IV, tổ chức Bucharest năm 1937, và được Hội nghị Vô tuyến Quốc tế phê duyệt tại hội nghị tổ chức ở Thành phố Atlantic năm 1947. Ý tưởng là cho mỗi băng tần một số, trong đó số là giá trị logarit của hình học trung bình xấp xỉ giới hạn băng tần cao nhất và thấp nhất tính theo đơn vị Hz, do B.C. Fleming-Williams đề xuất trong một lá thư gửi cho biên tập viên của tạp chí Wireless Engineer năm 19442. (Ví dụ, giá trị hình học trung bình xấp xỉ của Băng tần 7 là 10 MHz, hay 107 Hz.)
| Số thứ tự của băng tần | Ký hiệu | Dải tần          | Bước sóng†     |
| ---------------------- | ------- | ---------------- | -------------- |
| 4                      | VLF     | 3 tới 30 kHz     | 10 tới 100 km  |
| 5                      | LF      | 30 tới 300 kHz   | 1 tới 10 km    |
| 6                      | MF      | 300 tới 3000 kHz | 100 tới 1000 m |
| 7                      | HF      | 3 tới 30 MHz     | 10 tới 100 m   |
| 8                      | VHF     | 30 tới 300 MHz   | 1 tới 10 m     |
| 9                      | UHF     | 300 tới 3000 MHz | 10 tới 100 cm  |
| 10                     | SHF     | 3 tới 30 GHz     | 1 tới 10 cm    |
| 11                     | EHF     | 30 tới 300 GHz   | 1 tới 10 mm    |
| 12                     |         | 300 tới 3000 GHz | 0.1 tới 1 mm   |

† Cột này không thuộc bảng các băng tần vô tuyến chính thức của ITU trong điều khoản 2.1 của Quy chế Vô tuyến
| Băng tần | Tần số           | Tên gọi                                                                            |
| -------- | ---------------- | ---------------------------------------------------------------------------------- |
| Băng HF  | 3 tới 30 MHz     | Tần số cao                                                                         |
| Băng VHF | 30 tới 300 MHz   | Tần số rất cao                                                                     |
| Băng UHF | 300 tới 1000 MHz | Tần số cực cao                                                                     |
| Băng L   | 1 tới 2 GHz      | Sóng dài                                                                           |
| Băng S   | 2 tới 4 GHz      | Sóng ngắn                                                                          |
| Băng C   | 4 tới 8 GHz      | Dải tần nằm giữa băng S và X                                                       |
| Băng X   | 8 tới 12 GHz     | Sử dụng trong Thế chiến II cho hệ thống điều khiển hỏa lực, X có nghĩa là chữ thập |
| Băng Ku  | 12 tới 18 GHz    | Kurz-under (nghĩa là dưới ngắn trong tiếng Đức)                                    |
| Băng K   | 18 tới 27 GHz    | Kurz (nghĩa là ngắn trong tiếng Đức)                                               |
| Băng Ka  | 27 tới 40 GHz    | Kurz-above (trên ngắn trong tiếng Đức)                                             |
| Băng V   | 40 tới 75 GHz    |                                                                                    |
| Băng W   | 75 tới 110 GHz   | W sau V trong bảng chữ cái                                                         |
| Băng mm  | 110 tới 300 GHz  |                                                                                    |

| Băng tần | Dải tần          |
| -------- | ---------------- |
| Băng A   | 0 tới 0.25 GHz   |
| Băng B   | 0.25 tới 0.5 GHz |
| Băng C   | 0.5 tới 1.0 GHz  |
| Băng D   | 1 tới 2 GHz      |
| Băng E   | 2 tới 3 GHz      |
| Băng F   | 3 tới 4 GHz      |
| Băng G   | 4 tới 6 GHz      |
| Băng H   | 6 tới 8 GHz      |
| Băng I   | 8 tới 10 GHz     |
| Băng J   | 10 tới 20 GHz    |
| Băng K   | 20 tới 40 GHz    |
| Băng L   | 40 tới 60 GHz    |
| Băng M   | 60 tới 100 GHz   |

| Băng tần | Dải tần số         |
| -------- | ------------------ |
| Băng R   | 1,70 to 2,60 GHz   |
| Băng D   | 2,20 to 3,30 GHz   |
| Băng S   | 2,60 tới 3,95 GHz  |
| Băng E   | 3,30 tới 4,90 GHz  |
| Băng G   | 3,95 tới 5,85 GHz  |
| Băng F   | 4,90 tới 7,05 GHz  |
| Băng C   | 5,85 tới 8,20 GHz  |
| Băng H   | 7,05 tới 10,10 GHz |
| Băng X   | 8,2 tới 12,4 GHz   |
| Băng Ku  | 12,4 tới 18,0 GHz  |
| Băng K   | 15.0 tới 26.5 GHz  |
| Băng Ka  | 26.5 tới 40.0 GHz  |
| Băng Q   | 33 tới 50 GHz      |
| Băng U   | 40 tới 60 GHz      |
| Băng V   | 50 tới 75 GHz      |
| Băng W   | 75 tới 110 GHz     |
| Băng Y   | 325 tới 500 GHz    |

## Phân bổ theo mục đích sử dụng

### Phát thanh truyền hình quảng bá
Tần số quảng bá:
- Vô tuyến AM sóng dài = 148.5 – 283.5 kHz (LF)
- Vô tuyến AM sóng trung = 530 kHz – 1710 kHz (MF)
- Vô tuyến AM sóng ngắn = 3 MHz – 30 MHz (HF)

Tần số quảng bá vô tuyến FM và truyền hình được phân bổ khác nhau ở mỗi quốc gia, xem trong tần số kênh truyền hình và băng tần quảng bá FM. Do tần số VHF và UHF được sử dụng nhiều trong các khu vực thành thị, ở Bắc Mỹ một số cụm tần số trong dải tần quảng bá truyền hình cũ được phân bổ lại cho các hệ thống thông tin di động tế bào và di động mặt đất. Ngay cả trong phân bổ tần số dành cho truyền hình, các thiết bị băng tần TV sử dụng các kênh không cùng tần số với các đài phát thanh truyền hình địa phương.
Băng tần Apex ở Hoa Kỳ là dải tần từng được ấn định cho phát thanh quảng bá VHF trước Chiến tranh thế giới II, nó trở nên lỗi thời sau khi người ta sử dụng công nghệ quảng bá FM.

### Băng tần hàng không
Băng tần hàng không là tần số VHF được sử dụng cho thông tin dẫn đường và liên lạc trên không. Máy bay đường dài cũng mang các thiết bị thu vệ tinh và vô tuyến HF.

### Băng tần hàng hải
Khích lệ lớn nhất cho sự phát triển của vô tuyến là việc cần thiết phải có sự liên lạc giữa các tàu nằm ngoài tầm nhìn. Từ những ngày đầu của vô tuyến, các tàu viễn dương đã được trang bị các thiết bị thu phát sóng trung và sóng dài công suất lớn. Tần số cao vẫn được phân bổ cho thông tin giữa các tàu, dù các hệ thống vệ tinh đã có thể cung cấp các dịch vụ thông tin liên lạc trước kia hoạt động ở tần số 500 kHz và các tần số khác. Tần số 2182 kHz là tần số sóng trung hiện vẫn được sử dụng trong liên lạc khẩn cấp hàng hải.
Vô tuyến VHF hàng hải được sử dụng ở các vùng nước ven bờ và thông tin liên lạc tầm ngắn tương đối giữa các tàu và trạm trên bờ biển. Dải tần được phân kênh, các kênh khác nhau được sử dụng cho các mục đích khác nhau; Kênh 16 hàng hải được sử dụng để gọi và các trường hợp khẩn cấp.

### Tần số vô tuyến nghiệp dư
Tần sô vô tuyến nghiệp dư được phân bổ khác nhau trên khắp thế giới. Một vài băng tần được dành riêng cho những người đam mê vô tuyến nghiệp dư trên toàn thế giới, thường trong dải sóng ngắn. Các băng tần khác được chính quyền vùng hoặc quốc gia phân bổ cho các dịch vụ khác, đặc biệt trong dải tần VHF và UHF.

### Băng tần dân dụng và dịch vụ vô tuyến cá nhân
Vô tuyến băng tần dân dụng được phân bổ ở nhiều quốc gia, sử dụng các kênh vô tuyến trong phần trên của dải tần HF (khoảng 27 MHz). Nó được sử dụng cho các mục đích cá nhân, doanh nghiệp nhỏ và sở thích cá nhân. Những phân bổ tần số khác được sử dụng cho các dịch vụ tương tự trong những quyền hạn khác nhau, ví dụ như UHF CB được phân bổ ở Australia. Một loạt các dịch vụ vô tuyến cá nhân hiện đang tồn tại trên toàn thế giới, thường được sử dụng trong thông tin tầm ngắn giữa các cá nhân hoặc doanh nghiệp nhỏ, được đơn giản hóa và không yêu cầu giấy phép, các máy thu phát FM thương sử dụng công suất khoảng 1W hoặc ít hơn.

### Dải tần dành cho Công nghiệp, khoa học và y tế
Băng tần ISM (tiếng Anh là ISM Band hay ISM radio band) là phổ tần số dùng cho các nhu cầu Công nghiệp, khoa học và y tế, chứ không dùng dùng cho nhiệm vụ thông tin liên lạc (ISM đại diện cho Industrial - Scientific - Medical). Băng tần ISM ban đầu được dành cho các thiết bị năng lượng tần số vô tuyến không có chức năng thông tin liên lạc, chẳng hạn như lò vi sóng, lò sưởi tần số vô tuyến và các mục đích tương tự. Tuy nhiên trong những năm gần đây, các băng tần này được sử dụng nhiều nhất cho các hệ thống thông tin tần số thấp tầm ngắn, những người sử dụng không cần phải có giấy phép sử dụng tần số do chính quyền cấp. Điện thoại cố định không dây, các mạng vi tính không dây, thiết bị Bluetooth và bộ phận mở cửa garage, tất cả đều sử dụng băng tần ISM. Các thiết bị ISM không có quy định chống lại nhiễu từ những người sử dụng khác trong băng tần.

### Băng tần di động mặt đất
Các băng tần, đặc biệt trong dải tần VHF và UHF, được phân bổ cho việc thông tin giữa trạm gốc cố định và các máy thu phát di động cầm tay hoặc máy thu phát di động đặt trên xe.
Vô tuyến cảnh sát và các dịch vụ an toàn công cộng khác như cứu hỏa, cứu thương được phân bổ trong dải tần VHF và UHF. Các hệ thống trung kế thường được sử dụng để đảm bảo hiệu quả sử dụng cao nhất khi số lượng tần số cấp phép bị hạn chế.
Nhu cầu với dịch vụ điện thoại di động tăng nhanh trong những năm gần đây đã dẫn tới một lượng lớn phổ tần vô tuyến được ấn định cho tần số di động.

### Điều khiển vô tuyến
Điều khiển vô tuyến tin cậy sử dụng các băng tần dành riêng cho mục đích này. Các đồ chơi điều khiển bằng sóng vô tuyến có thể sử dụng một phần phổ tần không cần cấp phép trong băng tần 27 MHz hoặc 49 MHz. Các mô hình lớn hơn như máy bay, tàu thuyền hay xe cộ sử dụng các tần số điều khiển từ xa dành riêng gần tần số 72 MHz để tránh nhiễu từ những người dùng không cần cấp phép. Những người thích vô tuyến nghiệp dư được cấp phép sử dụng các tần số thuộc băng tần có bước sóng 6 mét ở Bắc Mỹ. Các bộ điều khiển từ xa công nghiệp cho cần cẩu hoặc đầu máy xe lửa sử dụng ở các tần số khác nhau tùy theo khu vực.

### Radar
Radar sử dụng máy phát công suất tương đối cao và máy thu nhạy cảm, do đó radar được cấp phát riêng một băng tần, các dịch vụ khác không được sử dụng băng tần này. Hầu hết các băng tần radar thuộc dải sóng cực ngắn, một số radar sử dụng trong khí tưởng lại làm việc trong băng tần UHF.